# Rozières-en-Beauce
Rozières-en-Beauce är en kommun i departementet Loiret i regionen Centre-Val de Loire strax norr Frankrikes mitt. Kommunen ligger i kantonen Meung-sur-Loire som tillhör arrondissementet Orléans. År 2022 hade Rozières-en-Beauce 181 invånare.

## Befolkningsutveckling
Antalet invånare i kommunen Rozières-en-Beauce
| Referens: INSEE |